# Щемелинин, Иван Акимович
Иван Акимович Щемелинин — советский хозяйственный, государственный и политический деятель, Герой Социалистического Труда.

## Биография
Родился в 1910 году в селе Семцы. Член КПСС.
С 1928 года — на хозяйственной, общественной и политической работе. В 1928—1975 гг. — хлебороб, рабочий на железной дороге, бригадир полеводческой бригады, председатель колхоза, слушатель Смоленской Высшей коммунистической сельскохозяйственной школы, председатель колхоза в Почепском районе Орловской области, партизан Великой Отечественной войны, рядовой боец, командир взвода, начальник разведки партизанского отряда имени Фурманова, заведующий районным финансовым отделом, директор Первомайской машинно-тракторной станции, директор птицесовхоза «Баклань» Почепского района Брянской области.
Указом Президиума Верховного Совета СССР от 22 марта 1966 года присвоено звание Героя Социалистического Труда с вручением ордена Ленина и золотой медали «Серп и Молот».
Умер в Баклани в 1984 году.